# در آشپزخانه‌های این شهر چاقویی نیست
در آشپزخانه‌های این شهر چاقویی نیست کتابی از خالد خلیفه نویسنده سوری است. این کتاب درباره اوضاع سوریه تحت سلطه حزب بعث و شخص بشار اسد است. این رمان در سال ۲۰۱۳ برنده مدال ادبی نجیب محفوظ شد.